# Murailles de Montieri
Les murailless de Montieri (en italien : Mura di Montieri) constituent le système défensif de la ville du même nom, dans la province de Grosseto en Toscane.

## Historique
Un premier mur fut construit à la fin du Xe siècle pour défendre le château primitif de Montieri.
Entre les XIIe et XIIIe siècles, les murs de la ville et les fortifications associées furent rénovés et agrandis jusqu'à atteindre leur taille définitive. Cependant, au cours du XIVe siècle,  deux sièges sérieux ont lieu, en 1326 et 1364, qui causèrent de très graves dommages à l'ensemble du système défensif : à la fin du XIVe siècle, les murs, les tours de guet et le donjon furent reconstruits.
Une longue période de déclin commença à Montieri à partir de la fin du XVe siècle ; par conséquent, une grande partie de l’architecture du centre a connu diverses phases de dégradation, qui n’ont pris fin qu’à l’ère moderne. Les travaux de restauration et de restructuration ultérieurs ont permis de redonner à une partie de l'architecture des anciens remparts de la ville son ancienne gloire, qui n'a cependant pas pu être préservée dans son ensemble.

## Description
Les murs de Montieri ont aujourd'hui perdu l'aspect original dans lequel ils apparaissaient à l'époque médiévale.
Les portes d'accès au village, construites au XIIIe siècle, sont aujourd'hui perdues, ainsi qu'une grande partie de la courtine qui délimitait le centre historique avec sept tours de guet.
Parmi les murs de la ville, trois tours ont été conservées en bon état, lesquelles étaient à l'origine incorporées le long de l'enceinte. Parmi elles, se distinguent la Torre Narducci et la Torre Biageschi, lesquelles ont conservé presque intact leur aspect médiéval, en plus de la tour transformée par la suite en clocher de l'église de Santi Paolo e Michele. Des quatre tours de guet restantes, seuls quelques vestiges ont été conservés, comme la base de la Torre Mazzarocchi.
Parmi les fortifications du système défensif d'origine se trouve également le Cassero Senese du XIIIe siècle, construit en position dominante sur des structures préexistantes remontant au XIe siècle, qui fut ensuite transformé en palais de justice.

## Galerie

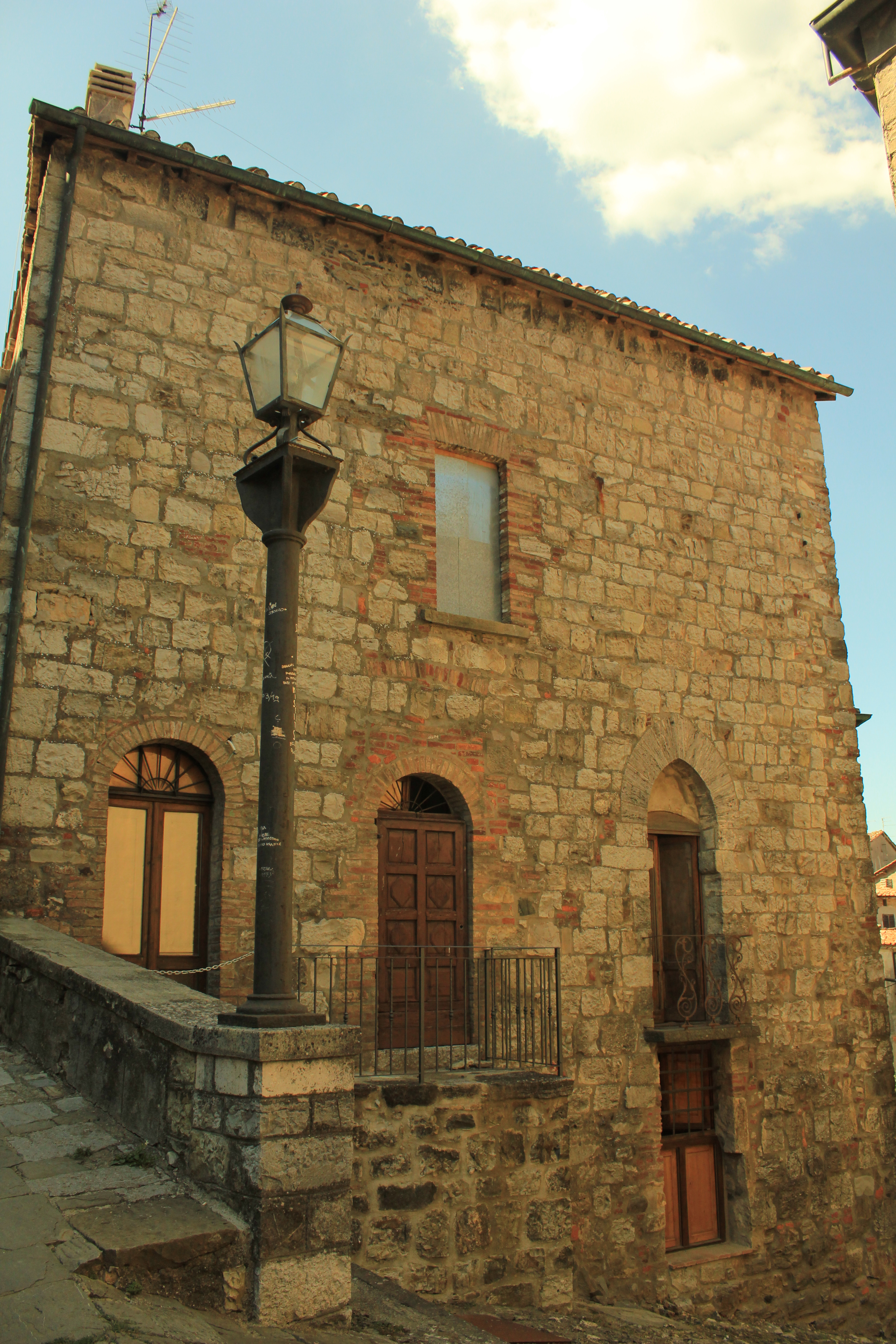
La Torre Narducci.
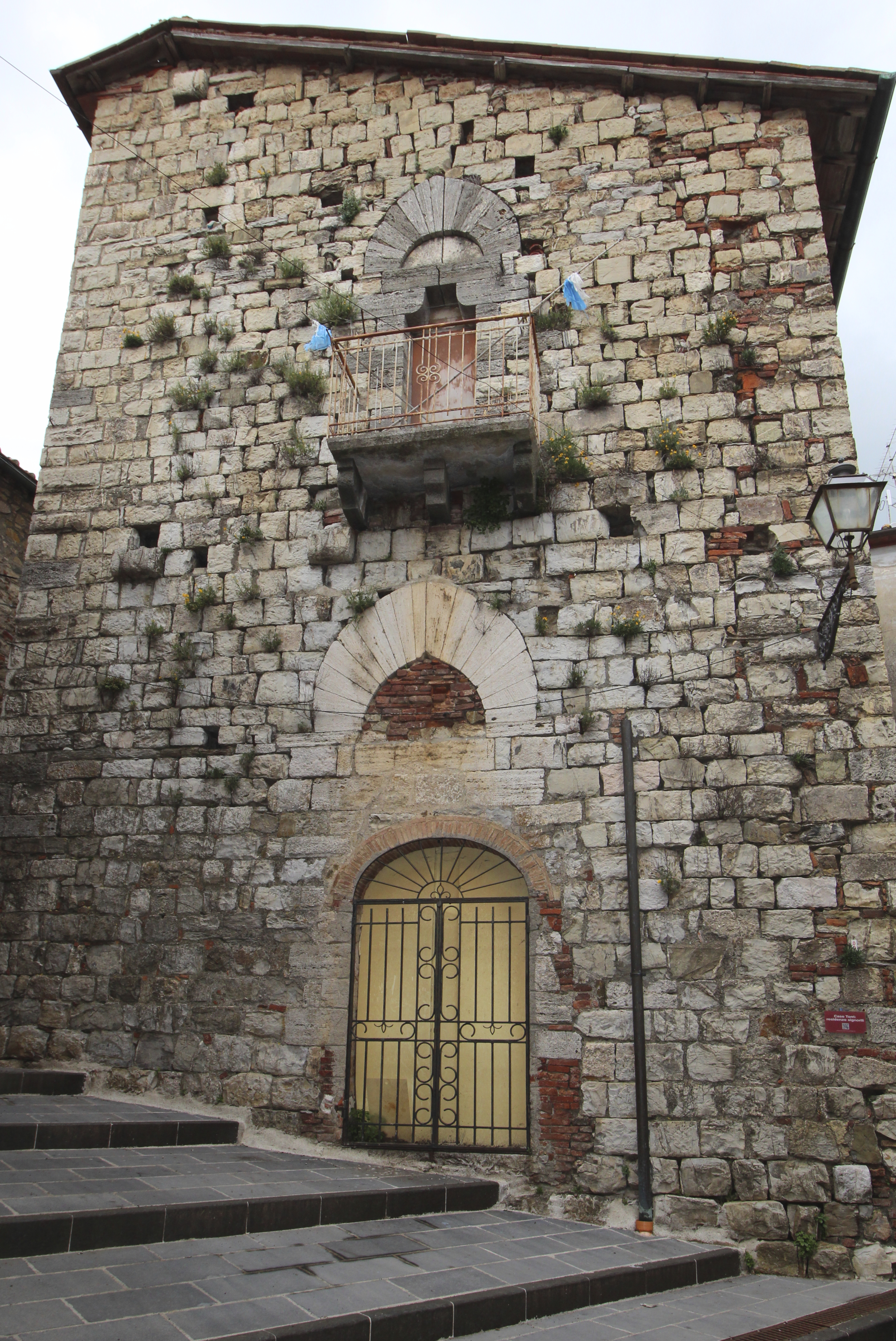
La Torre Biageschi.
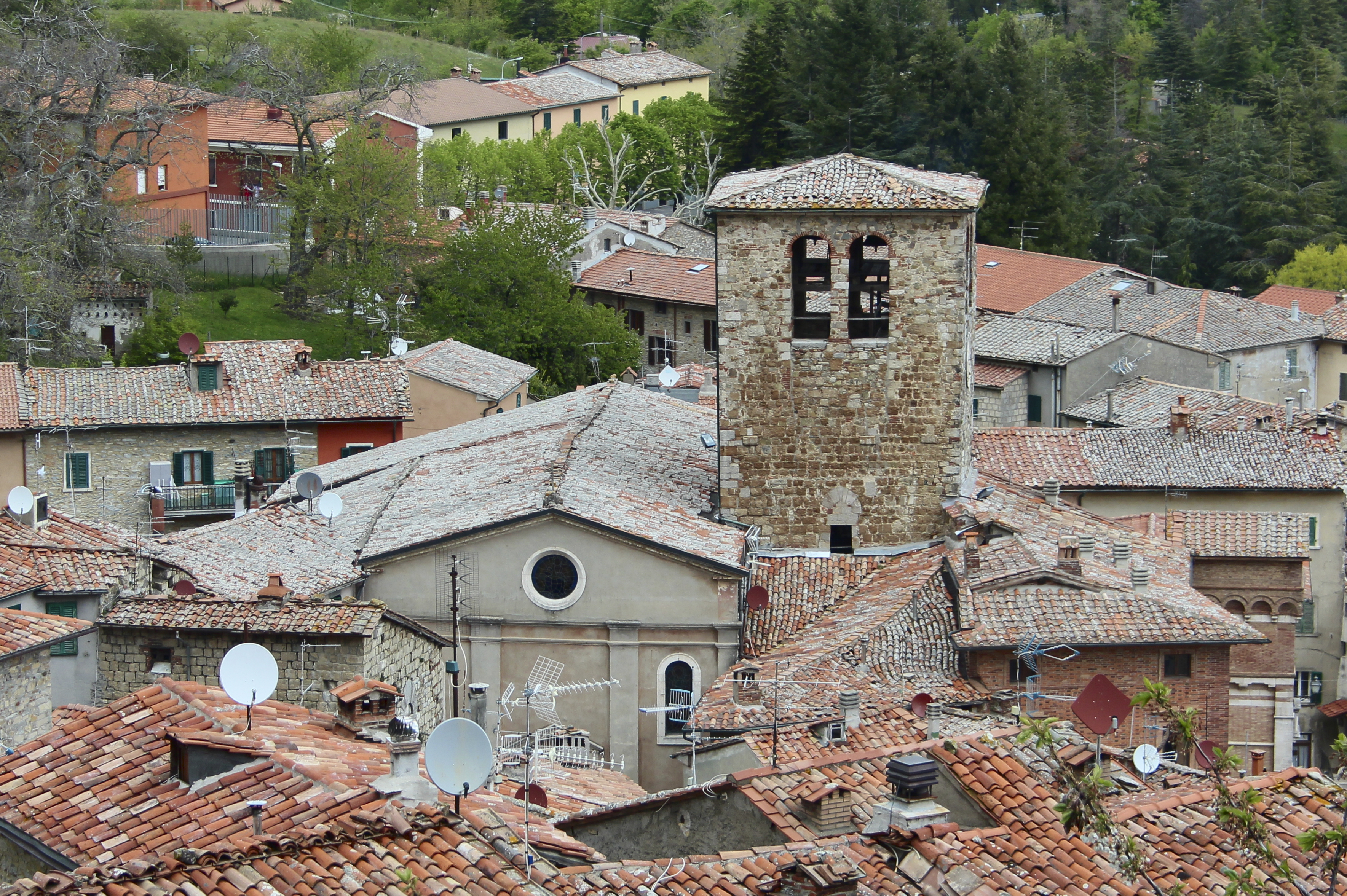
L'église Santi Paolo e Michele.